# Eragrostis sarmentosa
Eragrostis sarmentosa là một loài thực vật có hoa trong họ Hòa thảo. Loài này được (Thunb.) Trin. mô tả khoa học đầu tiên năm 1830.